# Abdelatif Kherradji
Abdelatif Kherradji, né le 6 novembre 1985, est un arbitre fédéral de football français, officiant en Ligue 1. Il est conseiller technique en arbitrage à la Ligue de Football d’Occitanie.

## Biographie

### Débuts dans l’arbitrage
Abdelatif Kherradji commence sa carrière en janvier 2001 au sein du District Gard-Lozère. Dès ses débuts, il fait preuve d’un talent et d’une détermination remarquables, ce qui lui permet de se distinguer rapidement. En 2004, il est nommé Jeune Arbitre de la Fédération, une distinction qui atteste de ses compétences et de son potentiel prometteur.

#### Stage de perfectionnement des arbitres: Un engagement pour l'excellence
En mars 2025, Hakim Ben El Hadj a participé à un stage de perfectionnement interligues à Ploufragan, visant à renforcer les compétences des arbitres de Bretagne et de Normandie. Ce stage, incluant des tests physiques et des séances pratiques, a été l'occasion d'échanges inspirants, notamment avec Abdelatif Kherradji.

### Ascension dans les rangs fédéraux
Au fil des années, Abdelatif Kherradji gravit les échelons de l’arbitrage français. Après avoir officié au niveau régional, il devient Arbitre Fédéral en 2011. Ce statut marque un tournant dans sa carrière, lui ouvrant les portes des compétitions nationales. En 2020, il accède au poste d’arbitre central en Ligue 2 BKT. Cette étape constitue une préparation idéale pour le plus haut niveau du football professionnel en France. Le 10 août 2024 restera gravé dans la mémoire d’Abdelatif Kherradji. Ce jour-là, au Stade Bollaert-Delelis, il officiait pour la première fois en tant qu’arbitre principal lors d’un match amical international opposant le RC Lens à Leicester City.

### Entrée en Ligue 1
Le 24 août 2024, Abdelatif Kherradji franchit un nouveau cap en officiant son premier match en tant qu’arbitre central en Ligue 1 après avoir été nommé meilleur arbitre de Ligue 2 lors de la saison 2023-2024,,,. Lors de cette rencontre opposant Lille et Angers, il entre dans le cercle très restreint des arbitres de l’élite française.

## Statistiques*
*Comprenant les rôles d'arbitre central, arbitre assistant et arbitre VAR
| Catégorie                 | Nombres de matchs |
| Ligue 1                   | 70                |
| Ligue 2                   | 105               |
| Playoffs Ligue 2/National | 2                 |
| National                  | 88                |
| National 2                | 9                 |
| National 3                | 4                 |
| Coupe de France           | 20                |
| Coupe de la Ligue         | 3                 |
| Amicaux internationaux    | 1                 |
| ------------------------- | ----------------- |